# Syzygium graeme-andersoniae
Syzygium graeme-andersoniae är en myrtenväxtart som först beskrevs av Henry Nicholas Ridley, och fick sitt nu gällande namn av Ian Mark Turner. Syzygium graeme-andersoniae ingår i släktet Syzygium och familjen myrtenväxter. Inga underarter finns listade i Catalogue of Life.